# Oytier-Saint-Oblas
Oytier-Saint-Oblas település Franciaországban, Isère megyében. Lakosainak száma 1733 fő (2022. január 1.). Oytier-Saint-Oblas Saint-Just-Chaleyssin, Septème, Moidieu-Détourbe és Saint-Georges-d’Espéranche községekkel határos.

## Népesség
A település népességének változása:
| Lakosok száma | 550  | 686  | 1022 | 1506 | 1617 | 1621 | 1637 | 1668 | 1684 | 1733 |
|               | 1968 | 1982 | 1990 | 2006 | 2013 | 2015 | 2017 | 2019 | 2020 | 2022 |